# جیجاق سرلاجوردی
جیجاق سرلاجوردی(نام علمی: Cyanolyca cucullata) نام یک گونه از سرده کبودجیجاق‌های کوچک است.